# Ревине-Лаго
Ревине-Лаго (итал. Revine Lago) — коммуна в Италии, располагается в провинции Тревизо области Венеция.
Население составляет 2119 человек, плотность населения составляет 118 чел./км². Занимает площадь 18 км². Почтовый индекс — 31020. Телефонный код — 0438.
Покровителем коммуны почитается святой апостол Матфей, празднование 21 сентября и 3 февраля.